# فلسفة هلنستية
 الفلسفة الهلنستية  هي الفترة من الفلسفة الغربية التي تطورت في الحضارة الهلنستية بعد أرسطو، وقبل ظهور مذهب الأفلاطونية الحديثة، وضمت المدارس الفلسفية الفيثاغورسية والسفسطائية والأفلاطونية والمتجولين والكلبية والسيروانية والأبيقورية والرواقية والشكوكية والتركيبية والهلنستية اليهودية والفيثاغورسية الحديثة وهلنستية مسيحية.